# Myszeczka orientalna
Myszeczka orientalna (Vandeleuria oleracea) – gatunek gryzoni z rodziny myszowatych, występujący w Azji Południowej i Azji Południowo-Wschodniej.

## Systematyka
Gatunek został opisany naukowo w 1832 roku przez E.T.Bennetta. Pomiędzy różnymi populacjami zaliczanymi do V. oleracea występują różnice umaszczenia i w kariotypie (od 2n=26 do 29 par chromosomów) obecnie wydzielono z niej dwa osobne gatunki, są to myszeczka piękna (V. nilagirica) i myszeczka cejlońska (V. nolthenii). Przypuszczalnie jest to zespół spokrewnionych gatunków. Gryzonie te różnią szczegóły ubarwienia ciała, długości ogona i środowisko życia. Myszeczka orientalna ma czysto biały spód ciała, grzbiet od blado brązowego (południowe Indie) do rudobrązowego (północne Indie).

## Biologia
Myszeczka orientalna żyje na Cejlonie, w Indiach oprócz części środkowo-zachodniej, Nepalu i Bhutanie, w Bangladeszu, Mjanmie, Tajlandii na północ od przesmyku Kra oraz w północnym Laosie, Wietnamie i zachodniej Kambodży. Występuje na wysokości od 200 do 1500 m n.p.m. Prowadzi nadrzewny, skryty tryb życia, zazwyczaj żyje w lasach i na ich obrzeżach, w gęstej roślinności i wśród pnączy. W Laosie była spotykana w uprawach trzcin, a w Mjanmie na plantacjach orzeszków ziemnych, po zbiorach. W Azji Południowej zamieszkuje suche i wilgotne lasy liściaste, lasy bambusowe, obszary leśne przemieszane z otwartymi terenami trawiastymi i wilgotne lasy górskie.

## Populacja
Myszeczka orientalna jest obecnie uznawana za gatunek najmniejszej troski, ze względu na bardzo duży obszar występowania. Nigdzie nie jest liczna, ale jej populacje są stabilne. Występuje w obszarach chronionych, w tym w Parkach Narodowych Bannerghatta, Eravikulam i Sanjay Gandhi w Indiach, jednakże tamtejsze prawodawstwo uznaje ją za szkodnika. Dalsze badania systematyczne prawdopodobnie spowodują wydzielenie z V. oleracea odrębnych gatunków.